# 〼
枡記号（ますきごう）「〼」は四角(正方形・正四角形)に右上の頂点から左下の頂点に向かって対角線を引いた約物で、弦掛け枡（つるかけます）を記号化した文字である。
また、「ます」と呼ぶことから丁寧の語尾（助動詞）の「ます」の置き換えとしても使用されることが多かったことから「ます記号」と呼ばれる。（例：豆腐あり〼）この用例は江戸時代にはかなり多かったが現代になってからは使用頻度が少なくなった。
しかし、この記号が2000年に制定されたJIS X 0213で文字コードとして採用されたことから、最近になって使用例が多くなった。この記号はJIS X 0213では「一般記号」ではなく「準仮名・漢字」のグループに定義されている。

## 符号位置
CJKの記号及び句読点（CJK Symbols and Punctuation - informal abbreviation for Japanese -masu ending） 
| 記号 | Unicode | JIS X 0213 | 文字参照          | 名称               |
| ---- | ------- | ---------- | ----------------- | ------------------ |
| 〼   | U+303C  | 1-2-23     | &#x303C; &#12348; | ます記号 MASU MARK |